# هنریت فون شیراخ
هنریت فون شیراخ (آلمانی: Henriette von Schirach؛ ۳ فوریهٔ ۱۹۱۳ – ۲۷ ژانویهٔ ۱۹۹۲) نویسنده آلمانی و همسر بالدور فون شیراخ بود. مطابق اطلاعات موجود، او یکی از معدود افرادی است که به صورت رو در رو با آدولف هیتلر مخالفت خود با آزار یهودیان را ابراز کرده‌است.